# Eudyptes chrysocome filholi
Eudyptes chrysocome filholi es una de las dos subespecies del pingüino Eudyptes chrysocome. Se distribuye en islas subantárticas situadas en el sur del océano Índico, hasta el sur de Nueva Zelanda.

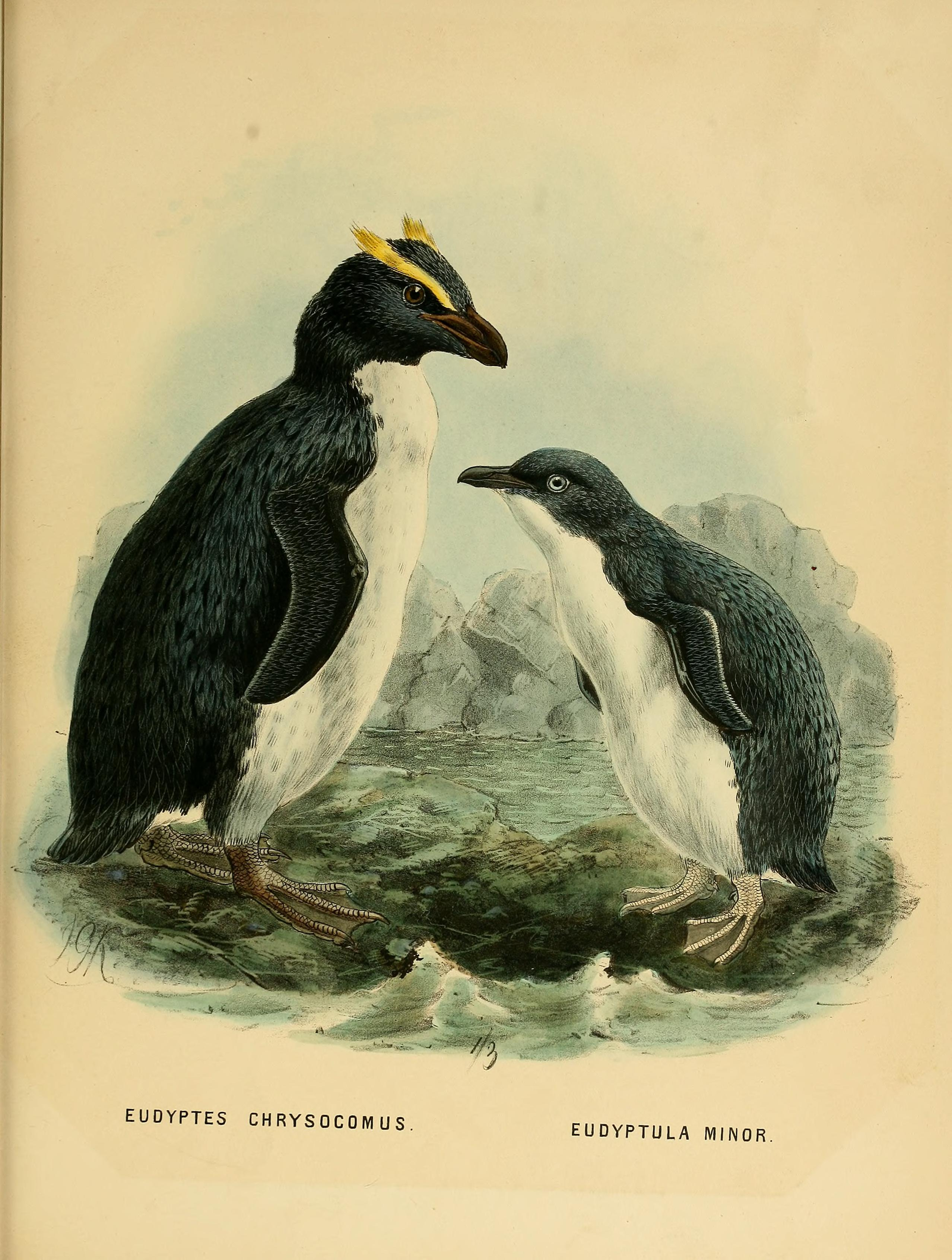
Litografía de un ejemplar de esta subespecie (el de la izquierda) pintada por Walter Lawry Buller (1838-1906), y publicada en A History of the Birds of New Zealand en el año 1873.

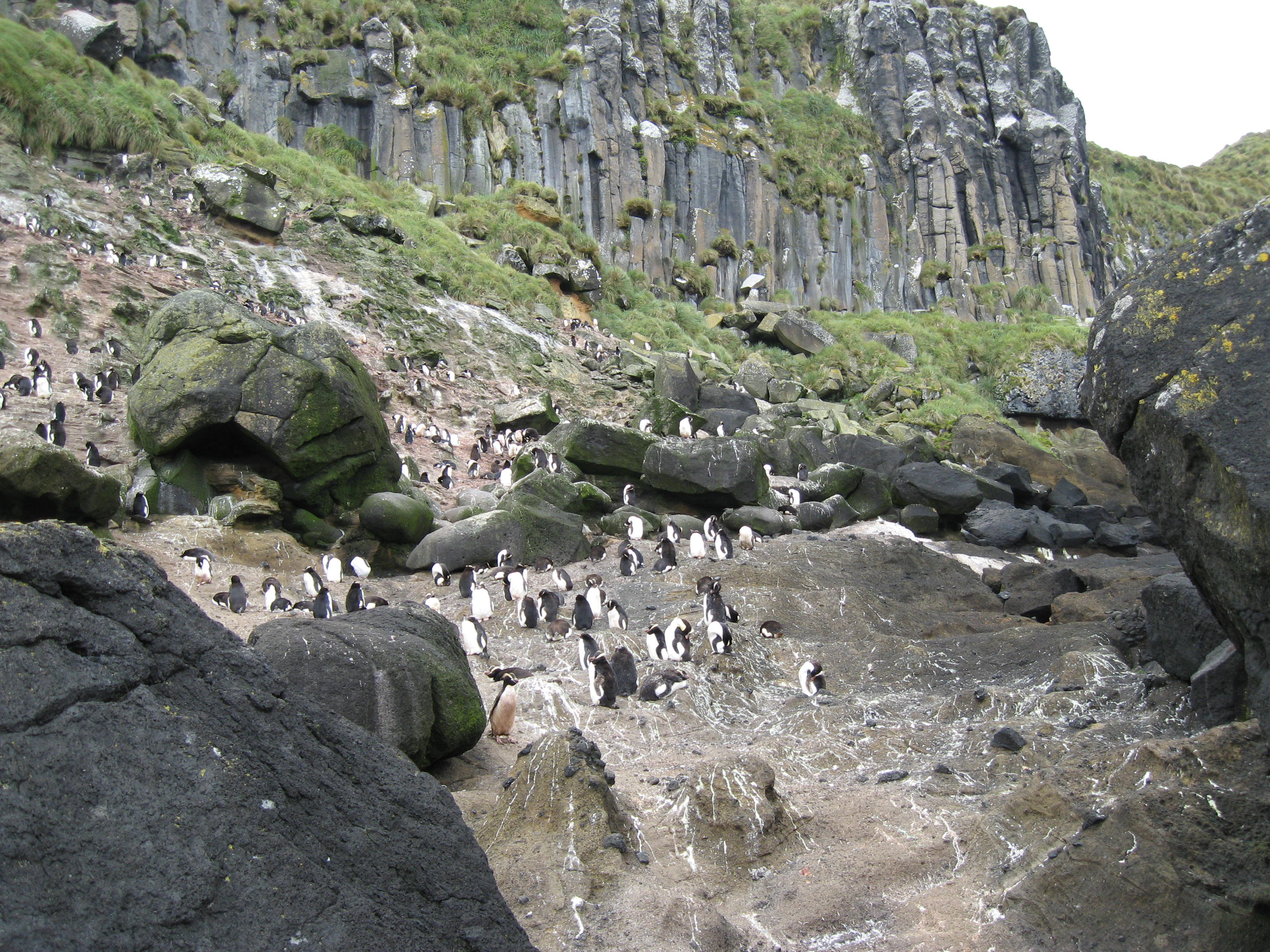
Islas Antípodas, una de las que cuentan con colonias de nidificación de esta subespecie. En la imagen, una colonia de una especie simpátrica: Eudyptes sclateri.

## Descripción original
Fue descrita originalmente por Hutton en el año 1879. Su localidad tipo es islas Campbell.

## Características
Posee un largo total de 60 a 65 cm, con un promedio de peso de 3,35 kg. El color del plumaje es negro en la cabeza y en la parte superior superior del cuerpo, y blanco en el resto ventral. Sobre sus rojos ojos muestra una ceja de plumas amarillo brillante que se proyectan hacia atrás. 
Con respecto a la otra subespecie (Eudyptes chrysocome chrysocome), se la distingue por poseer el margen del pico rosado y carnoso. También es distinto el diseño del color del plumaje en la parte inferior de las alas.

## Taxonomía
Al haber disminuido enormemente las poblaciones de los tres taxones que integran el complejo Eudyptes chrysocome (Forster 1781), sus relaciones taxonómicas adquirieron una importancia crucial en relación con los programas de conservación. La taxonomía de los tres taxones es materia de debate entre los especialistas. Algunos reconocían tres subespecies basadas en la importante separación geográfica de las poblaciones reproductoras, unida a diferencias morfológicas. Mayormente, en cambio, ha prevalecido la opinión de los autores que sugieren que las diferencias morfológicas apoyan la clasificación en dos especies: Eudyptes moseleyi y Eudyptes chrysocome, esta última integrada por dos subespecies: Eudyptes chrysocome chrysocome y Eudyptes chrysocome filholi. En un estudio publicado en el año 2006, en el cual se compararon las distancias genéticas entre las tres regiones de genes mitocondriales de los tres taxones, en relación con las de otras especies estrechamente relacionadas de pingüinos, dio por resultado el apoyo a la reclasificación y tratamiento de los tres taxones como tres buenas especies. Esta reclasificación aún no está avalada por todos los especialistas.

## Distribución
Esta subespecie se reproduce en islas subantárticas situadas en el sur del océano Índico, hasta el sur de Nueva Zelanda. Las poblaciones más importantes se encuentran en las islas del Príncipe Eduardo, las islas Crozet, las islas Kerguelen, la isla Heard, la isla Macquarie, las islas Campbell y las islas Antípodas.
En invierno emprende una migración hacia el norte en busca de aguas a menor latitud, las cuales mantienen una temperatura menos fría en esa estación, alcanzando la costa sur de Australia. 

## Costumbres
Se alimentan de krill, calamar, pulpos, peces, moluscos, plancton, sepia y crustáceos.
Crían en colonias, desde el nivel del mar hasta las cumbres de los cerros próximos a la costa, algunas vecen tierra adentro.

## Conservación
El estado de conservación de esta subespecie es vulnerable debido a la desaparición de un 34 % de su población en los últimos treinta años. Las colonias de reproducción de esta subespecie, ordenadas por el número de parejas reproductoras, son:
- Islas del Príncipe Eduardo: 38 000 parejas en el verano 2008-2009.[4]
- Islas Crozet: 152 800 parejas en 1982.
- Islas Kerguelen: 85 500 parejas en 1985.
- Isla Marion: 42 000 parejas en el verano 2008-2009.
- Islas Heard: 10 000 parejas en 1987.
- Isla Macquarie: 37 500 parejas en 2007.
- Islas Campbell: 51 000 parejas en 1986.

Todas las subpoblaciones de esta subespecie han sufrido importantes descensos poblacionales, destacando el ocurrido en la isla Campbell, en donde este taxón ha perdido 1,5 millones de parejas reproductoras (el 94 % de su población original). Otras colonias con serias bajas en sus números (de más del 40 %) son la de la isla Marion, las de las islas Antípodas y las de las islas Auckland.